# Hovtjärnen (Köla socken, Värmland)
Hovtjärnen är en sjö i Eda kommun i Värmland och ingår i Göta älvs huvudavrinningsområde.